# Офер Меримський
Офер Меримський - ізраїльський онколог, професор, провідний фахівець у сфері лікування сарком (кісткових та м’яких тканин), раку легень, стромальних новоутворень шлунково-кишкового тракту, а також інших злоякісних новоутворень. З 2002 по 2018 рік очолював відділення сарком у медичному центрі Сураскі (Іхилов), з 2018 року — заступник директора онкологічного департаменту цього медцентру.

## Біографія
- У 1983 році закінчив Медичний факультет Єврейського університету в Єрусалимі.
- У 1984–1989 роках проходив службу як військовий лікар у Армії оборони Ізраїлю, зокрема очолював медичну комісію Північного військового округу
- Отримав ліцензію онколога-радіотерапевта після закінчення резидентури 1995 року.
- Після цього пройшов стажування з різних методів радіотерапії, включаючи брахітерапію, в Нью-Йорку (США) [1] та стажування з лікування сарком в Інституті онкології Гюстава Руссі ( Париж, Франція )  .
- У 2002-2011 роках. роках очолював кафедру онкології Медичної школи Саклера при Тель-Авівському університеті. До складу його службових ролей також входили секретар і голова Ізраїльського товариства клінічної онкології та радіотерапії (ISCORT) у різні періоди.
- З 2018 року – заступник завідувача онкологічним департаментом цього медичного центру.
- У 2003 році присвоєно звання професора за значний внесок у лікування сарком та раку легень.

Член різних професійних товариств: Етичного комітету медичного центру ім. Сураски. Американського товариства клінічної онкології (ASCO), Європейського товариства клінічної онкології (ESMO) та у 4 інших професійних спільнотах . Входить до ради опікунів Ізраїльської асоціації по боротьбі з раком. Протягом двох термінів був секретарем Ізраїльського товариства клінічної онкології та радіотерапії (ISCORT).

## Наукова діяльність
Офер Меримський — автор понад 200 наукових монографій і статей у провідних міжнародних медичних журналах. Тематика досліджень охоплює лікування сарком, пухлин шлунково-кишкового тракту, раку легень, меланоми, з акцентом на імунотерапію.